# Sehebre
Sehebre là một vị vua thuộc Vương triều thứ Mười Bốn của Ai Cập, ông trị vì từ 3 tới 4 năm vào khoảng năm 1700 TCN trong thời kỳ Chuyển tiếp thứ Hai. Theo các nhà Ai Cập học Kim Ryholt, Jürgen von Beckerath và Darrell Baker, ông là vị vua thứ 5 của vương triều này. Do đó ông sẽ trị vì toàn bộ phía đông khu vực đồng bằng châu thổ sông Nile từ Avaris và có thể là toàn bộ phía Tây khu vực đồng bằng châu thổ sông Nile.

## Chứng thực
Sehebre chỉ được biết đến duy nhất từ Cuộn giấy cói Turin, một bản danh sách vua được biên soạn vào đầu Thời đại Ramesses, hơn 400 năm sau triều đại của Sehebre. Theo lần đọc mới đây nhất của Ryholt đối với cuộn giấy cói này, tên của Sehebre được ghi lại ở cột thứ 9, hàng thứ 4 của văn kiện này (tương ứng với mục 8.4 theo Gardiner và von Beckerath). Sehebre được ghi lại là đã cai trị từ 3 tới 4 năm, không rõ tháng và 1 ngày

## Đồng nhất
Không có sự chứng thực cùng thời nào của Sehebre được biết đến ngày nay. Tuy nhiên, Ryholt lại chỉ ra rằng điều này mâu thuẫn với triều đại kéo dài 3 hoặc 4 năm của Sehebre, triều đại dài nhất của vương triều thứ 14, và chỉ có duy nhất vị vua kế vị ông Merdjefare là ngang bằng. Đối lập với điều này, các vị vua với triều đại ngắn hơn như là Nehesy chỉ cai trị khoảng 1 năm, lại được chứng thực rõ ràng bởi nhiều hiện vật cùng thời. Vì vậy Ryholt đề xuất rằng Sehebre nên được đồng nhất với Wazad hoặc Sheneh, cả hai đều là những vị vua được chứng thực rõ ràng nhưng lại không xuất hiện trong cuộn giấy cói Turin.